# Criss Oliva
Christopher Criss Michael Oliva (Pompton Plains, Nueva Jersey; 3 de abril de 1963-Zephyrhills, Florida; 17 de octubre de 1993) fue un guitarrista estadounidense de heavy metal, uno de los cofundadores de la banda Savatage.

## Biografía
Nació en Pompton Plains, Nueva Jersey el 3 de abril de 1963. Criss fue el más joven de cuatro hijos, entre los que se encontraba Jon Oliva, vocalista con quien formó la agrupación Savatage.

### Savatage
Criss y su hermano formaron inicialmente una agrupación llamada Avatar en 1978. En 1983 la banda utiliza por primera vez el nombre Savatage, y lanza su primer trabajo discográfico: Sirens. En 1985 lanzan The Dungeons Are Calling, exhibiendo una variedad de estilos musicales. Haría parte de la época más exitosa de la agrupación, especialmente con el lanzamiento de los discos Hall of the Mountain King, Gutter Ballet y Streets, que se convirtió en su trabajo más vendido. 

### Muerte
El 17 de octubre de 1993, sobre las 3:30 a. m., Criss y su esposa Dawn viajaban hacia el norte por la autopista 301 dirección a Zephyrhills, Florida, cuando un conductor ebrio cruzó la mediana y chocó contra el Mazda RX-7 en el que viajaba la pareja. Criss murió a causa del accidente automovilístico instantáneamente, y su esposa Dawn resultó gravemente herida.